# ویورا
ویورا (به ایتالیایی: Isola di Vivara) یک جزیره در ایتالیا است که در استان ناپل واقع شده‌است.